# Moulins-en-Tonnerrois
Moulins-en-Tonnerrois là một xã của Pháp,tọa lạc ở tỉnh Yonne trong vùng Bourgogne của Pháp.

## Biến động dân số
| Năm | 1962 | 1968 | 1975 | 1982 | 1990 | 1999 |
| --- | ---- | ---- | ---- | ---- | ---- | ---- |
| Dân số | 142  | 154  | 153  | 125  | 131  | 125  |
| From the year 1962 on: No double counting—residents of multiple communes (e.g. students and military personnel) are counted only once. |      |      |      |      |      |      |